# 禁毒常務委員會
禁毒常務委員會（Action Committee Against Narcotics，縮寫：ACAN）於1965年成立，是香港一個非法定的諮詢機構，就防止危險藥物非法運入或者運經香港的政策提出意見，並且檢討有關政策等等。

## 成員
主席由非官方人士擔任，委員包括社工界、教育界、醫療界和社區服務方面的傑出和資深人士。
成員名單（2025年1月1日至2026年12月31日）：
主席
- 李國棟醫生，SBS，JP

成員
- 陳虎醫生
- 陳建強醫生，SBS，JP
- 陳美娟博士
- 陳郁傑教授，MH，JP
- 何沅蔚
- 何永昌
- 葉亦楠，JP
- 林顥伊博士，JP
- 劉振鴻，MH
- 劉倩婷博士
- 李淑慧
- 李天恩醫生（通過「青年委員自薦計劃」委任）
- 梁玉娟
- 李婉婷
- 陸海，BBS，MH，JP
- 呂鈞堯
- 莫仲輝，BBS，MH，JP
- 吳守基，GBS，MH，JP
- 利哲宏博士，MH
- 王文揚醫生
- 王槐裕
- 新加坡中央肅毒局局長
- 教育局局長或其代表
- 香港警務處處長或其代表
- 香港海關關長或其代表
- 衞生署署長或其代表
- 社會福利署署長或其代表
- 保安局禁毒處首長（禁毒專員）

## 轄下小組委員會
禁毒教育及宣傳小組委員會
主席
- 陳永堅

成員
- 陳振邦
- 陳郁傑教授，MH，JP
- 張嘉欣
- 高保麟
- 劉鳳慧
- 戴德正
- 王文揚
- 黃舒明，MH
- 黃定康
- 容慧心
- 教育局代表
- 衞生署代表
- 香港警務處代表
- 政府新聞處代表
- 社會福利署代表
- 禁毒專員

.
戒毒治療及康復小組委員會
主席
- 張越華教授，MH，JP

成員
- 陳濬靈博士
- 陳虎醫生
- 陳國齡醫生
- 陳偉良
- 周裔智
- 鍾燕婷
- 高淑蘭博士
- 林偉忠醫生
- 梁玉娟
- 雷子健牧師
- 蕭鳯蘭
- 譚巧蓮博士
- 黃健偉
- 黃貴有博士，MH
- 懲教署代表
- 衞生署代表
- 醫院管理局代表
- 政府新聞處代表
- 社會福利署代表
- 禁毒專員

## 外部連結
- 香港特別行政區政府 保安局禁毒處 （页面存档备份，存于）
- 禁毒常務委員會的工作範圍 （页面存档备份，存于）